# Поемен
Авва Пимен Великий (грец.: Ὁ Ἅγιος Ποιμήν; ποιμήν означає «пастир») (бл. 340–450) — християнський чернець і раннім отець пустелі, який є найцитованішим аввою (батьком) у Apophthegmata Patrum (Вислови отців пустелі). Авву Пимена найчастіше цитували за його дар духовного наставництва, що відображено в назві «Пимен» («Пастир»), а не за аскетизм. У східному християнстві він вважається святим. Його свято — 27 серпня за юліанським календарем (9 вересня за григоріанським календарем).

## Біографія
Авва Пимен жив у монастирі в Скиті, одному з перших центрів раннього християнського чернецтва. У 407 році нашої ери монастир був захоплений набігами, розігнавши ченців. Авва Пимен і авва Анув разом із купкою ченців втекли до Теренутіса, що на річці Ніл. Покинувши Скит, авва Пимен і його група спочатку жили в покинутому язичницькому храмі. Різні набіги на Скит стали поворотним моментом у пустельному чернецтві. Після цього діаспора призвела до того, що авва Пимен і його група підтримали колективну мудрість ченців Скиту, створивши основну частину Apophthegmata Patrum (Вислови отців пустелі).
Особу авви Пимена описували як мудрого пастиря, аніж пустельного подвижника. Він був відомий своєю терпимістю до слабкості інших. В одній апокрифічній історії розповідається, що деякі зі старших ченців зверталися до авви Пимена за його порадою, як поводитися з ченцями, які заснули під час молитви. Вони були схильні розбудити сплячого ченця, тоді як авва Пимен підійшов більш милосердно, порадивши: «Зі свого боку, коли я бачу брата, який дрімає, я поклав його голову на коліна і даю йому відпочити». Авва Пимен, як правило, був проти того, щоб давати сувору покуту тим, хто занепав духовно — коли до нього прийшов чернець, який вчинив «великий гріх», авва Пимен зменшив свою покуту з трьох років до трьох днів.
Інша історія, хоча також використана на підтримку тенденції Пимена «утримуватися від осуду», розповідає про брата-ченця з дружиною (Harmless цитує джерело, яке стверджує, що вона «коханка», але систематична збірка використовує грецьке слово для «жінки»/«дружини»), які мали дитину — можливо, неясно, хто був батьком. Авва Пимен послав йому в подарунок пляшку вина, щоб відсвяткувати, і брат був настільки «вражений... [що] пізніше відпустив жінку».
Авву Пимена також описували як харизматичного оратора, який досі навчав більше на прикладі, ніж читаючи лекції іншим. Коли приїжджий монах запитав його, чи повинен він взяти на себе роль влади над братами, з якими він жив, авва Пимен відповів: «Ні, будь їм прикладом, а не їхнім законодавцем». Судження інших також було чужим для його природи. Одного разу він сказав: «Може здатися, що людина мовчить, але якщо її серце засуджує інших, вона невпинно лепече». Сучасні письменники зараховують дар пам’яті Авви Пимена за те, що він зберіг багато історій з Apophthegmata Patrum. Багато з цих історій є спогадами авви Пимена з часів його перебування у ченцях у Скиті. Пізніший коптський письменник Захарій із Сахи вважав, що авва Пимен також був письменником, що призвело до припущень, що він міг бути одним із авторів Apophthegmata Patrum.
Деякі вчені вважають, що авва Пимен з Apophthegmata Patrum є просто звичайним пустельним подвижником, у той час як інші приписують Пимену та його групі збір багатьох висловів, які стали Apophthegmata Patrum. Вільгельм Буссе та Вільям Гармлесс розглядають Пимена як історичну особистість.

## Вибрані вислови авви Пимена
Авва Пимен — це найцитованіший отець у Apophthegmata Patrum — майже чверть висловів — це авторство Пимена або про нього, — що наштовхнуло деяких вчених на думку, що вислови від різних отців були зібрані під загальною назвою «Авва Пастух». Авва Пимен також займає чільне місце в іншій збірці прислів’їв Отцівлі, Ethiopic Collectio Monastica. Він відзначався своєю добротою та співчуттям до своїх побратимів-ченців, у тому числі до тих, хто відпав від високих ідеалів отців пустелі. Брати часто зверталися до нього за мудрим і співчутливим керівництвом.
- «Багато наших Отців стали дуже мужніми в аскеті, але в тонкості сприйняття їх дуже мало».
- У відповідь на брата-ченця, який дорікав Пимену за те, що він омив ноги, він сказав: «Нас вчили не вбивати свої тіла, а вбивати пристрасті».[3]
- Багато висловів Пимена включали набори з трьох, наприклад, список із трьох «інструментів для роботи душі»: «покаятися перед Богом, а не міряти свій прогрес, залишити позаду всяку сваволю».

## Подальше читання
- Palladius of Galatia (1907). Of A Certain Brother Who Was A Neighbour Of Abba Poemen . The paradise, or garden of the holy fathers: being histories of the anchorites, recluses, monks, coenobites, and ascetic fathers of the deserts of Egypt between A.D. CCL and A.D. CCCC circiter. Chatto & Windus.